# Ravex

ravex est un groupe de musique électronique japonais composé de trois musiciens/DJ/producteurs de musique populaires : Shinichi Osawa (alias Mondo Grosso), Tomoyuki Tanaka (alias Fantastic Plastic Machine) et Taku Takahashi (de M-Flo). Le groupe est créé en 2009 pour célébrer le 20e anniversaire de la maison de disques avex trax, et pour collaborer avec les autres artistes du label en plus de sortir ses propres disques. La compagnie Tezuka Productions participe au projet en fournissant images et animations de personnages créés par le créateur de manga et anime Osamu Tezuka.

## Discographie

### Singles
- 17 décembre 2009 : I Rave U feat. DJ Ozma
- 18 février 2009 : Believe in Love feat. BoA

### Albums
- 29 avril 2009 : Trax